# Ramón Torres
Francisco Pache Torres (Higüey, República Dominicana, 18 de juliol de 1949), més conegut pel seu nom artístic Ramón Torres, és un cantautor dominicà. És considerat com un dels pioners de la bachata moderna pel seu paper en la redefinició del gènere a l'incloure lletres romàntiques, melodies de guitarra i implementació de nous instruments com el piano i l'acordió.

## Biografia
Joventut
Ramón Torres va néixer el 18 de juliol de 1949 a Higüey, República Dominicana, fill de pares dominicans (Ruperto Pache i Catalina Torres). Des dels 10 anys va començar a treballar com a peó ocasional i va fer els seus últims cursos a l'escola nocturna.

## Carrera musical
L'any 1987, arran de la seva liquidació de l'empresa de la zona franca, es va traslladar a Santo Domingo on va gravar el seu primer senzill «Las estrellas brillarán», sota el segell de Radio Guarachita de Radhamés Aracena. Algunes de les seves cançons enregistrades van ser «La segona lletra, «Amb tu fins al final», «El meu gran secret», «Per a què serveixen les paraules?», «Tu ets meu», entre d'altres.
L'any 2019, durant la Gira Popular, El bachatero Romeo Santos va portar Ramón Torres com un dels seus convidats a la ciutat de La Romana, amb qui va interpretar "Venen les teves lletres"'.

## Discografia
Àlbums d'estudi
- Estima delicadamente (1990)
- Mi San Juan (2002)
- El rey del bachateo (2002)
- Yo la hice mujer (2014)
- Si hubiese muerto ayer (2014)
- Entre ayer y hoy (2014)
- Café con leche (2015)
- Mis éxitos (2016)